# گوپینگن
شهر گوپینگندر ایالت بادن-وورتمبرگ در کشور آلمان واقع شده‌است.